# Щоденник Жеребцової Поліни
«Щоденник Жеребцової Поліни» — документальна книга про 1999—2002 роки в Чеченській Республіці. Вважається першим томом воєнного щоденника. Ця книга не має скорочень до оригінального тексту, розповідає про три роки на війні, входить до циклу неопублікованої трилогії чеченських щоденників. Написана Поліною Жеребцовою, коли їй було 14—17 років. Оповідає про міжетнічні відносини між російським і чеченським народами, і про життя мирних жителів під час другої чеченської війни. Цей щоденник є другою від початку оповідання книгою, про що було заявлено авторкою.
Книгу перекладено багатьма європейськими мовами.

## Спори

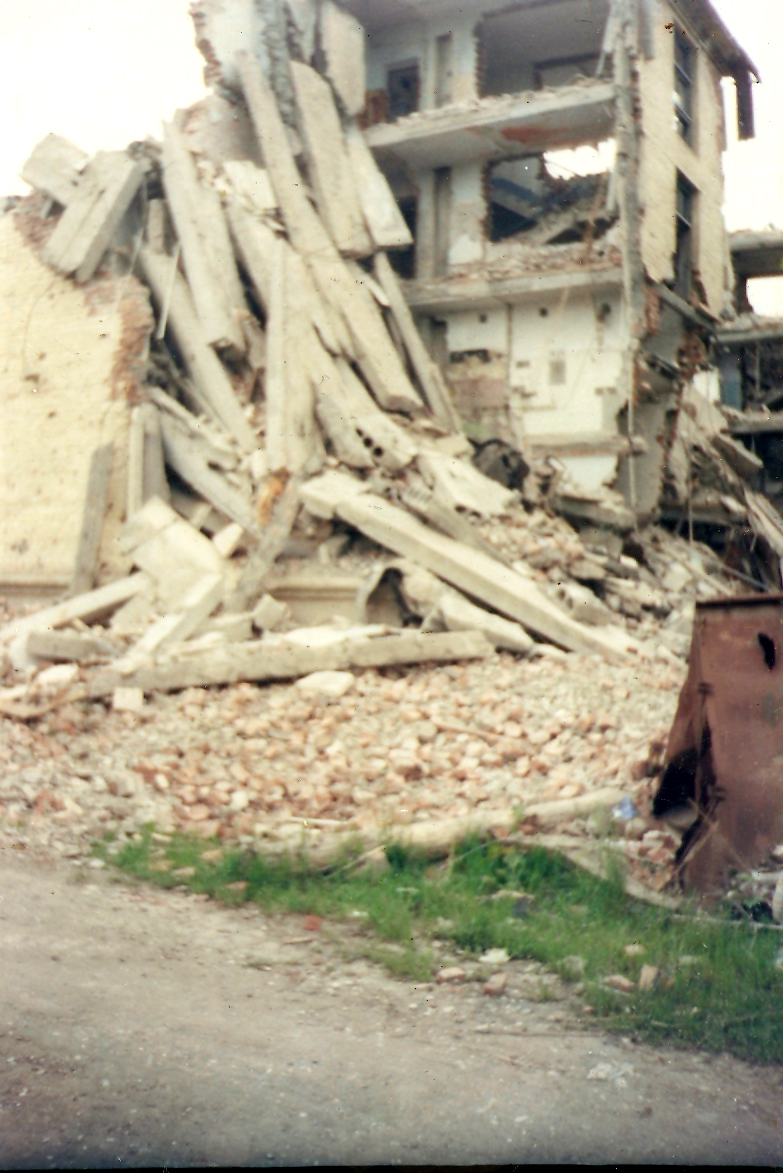
Зруйнований будинок на вулиці Завіти Ілліча, де жила Поліна Жеребцова

Щойно книга надійшла у продаж, на багатьох сайтах з'явилася помилкова інформація: що це — «художня вигадка». Порушено авторські права на книгу: авторство щоденника деякими інтернет-магазинами було помилково приписано художнику обкладинки книги «Щоденник Жеребцової Поліни», Андрію Бондаренку.
«Я бачила записи у натуральному вигляді, і можу підтвердити, що перед вами справжній щоденник дівчинки, а не якась містифікація», — сказала на презентації Світлана Ганнушкіна, голова комітету «Громадянське сприяння», член ради та керівник мережі "Міграція та право " Правозахисного центру «Меморіал», спростовуючи інформацію про несправжність виданого матеріалу, пише «Російська газета».
Єдиним автором книги є Поліна Жеребцова.
Літературної редакції книжка не має. Книжка відредагована самим автором. Імена героїв змінено. В інтерв'ю «The Guardian», авторка повідомила, що видала особисті щоденники, щоб показати, якої шкоди людству завдають військові конфлікти.

## Окремі публікації
У 2009 році відбулася публікація в журналі «Велике місто».
У 2010 році в журналі «Сцяг» опубліковано уривок щоденника.
Повністю текст книги російською на Проза.ру.

## Відгуки
| Чеченські щоденники Поліни Жеребцової — справжній документ епохи, без жодних лапок і підморгування, без збентеження за гучність формулювання, яку цілком виправдовують події, що стали для щоденників матеріалом. Справжній документ епохи, причому в найкращому художньому сенсі. І тому його неодмінно варто прочитати, |
| — Олена Макеєнко, критик Siburbia. |

| Щоденники Поліни Жеребцової, що уривками публікувалися в різних виданнях з кінця 2000-х, — ні багато ні мало ключовий документ епохи, однаково значущий і з історичної (найближчий аналог — «Сховище» Анни Франк), і з літературної (нітрохи не гірше за записники Сьюзен Зонтаґ) точок зору: за ними в першу чергу визначатимуть, про що думали і як писали російські підлітки на рубежі століть. Мають рацію ті, хто кажуть, що тут сформульована остання правда про сучасну Росію — від такого тексту не відмахнешся, |
| — Ігор Кириєнков, критик T&P. |

Рецензії на книгу були написані на OpenSpace.ru Остапом Кармоді та Кирилом Мартиновим на сайті Сommunist.ru. Критики дійшли висновку, що якщо дорослі хочуть почути правду, потрібно уважно вислухати дитину, подивитися її очима на події війни та миру.

## Премії
- У 2006 році — Міжнародна літературна премія імені Януша Корчака присуджена автору за розділ з книги Щоденник Жеребцової Поліни.

## Фрагмент щоденника
8 листопада 1999 року:

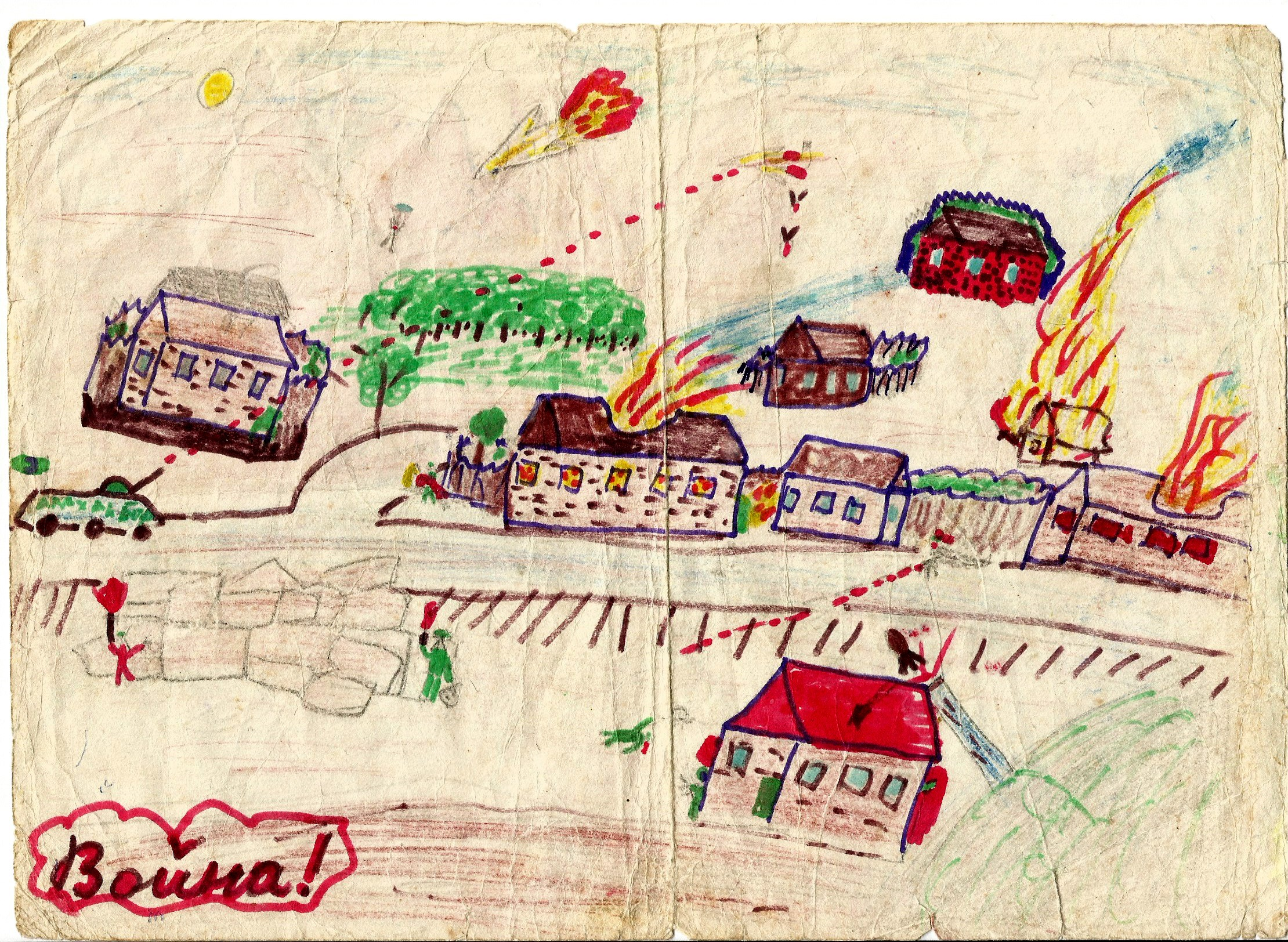
Малюнок Поліни Жеребцової, 1995 рік (авторці 10 років)

 «…Вчора ввечері був страшний обстрілище!
Ракети та снаряди летіли у двір.
Били міномети та кулемети. Стіни ходили ходуном.

 У всіх сусідів вилетіли залишки шибок…»

## Інтерв'ю з Поліною Жеребцовою
- «Голос Америки» Російська в Чечні та чеченка в Росії [Архівовано 21 грудня 2014 у Wayback Machine.]
- Бути свідком. [Архівовано 18 квітня 2018 у Wayback Machine.] Російський Журнал [Архівовано 18 квітня 2018 у Wayback Machine.]
- The Guardian Велика Британія: Polina Zherebtsova's diary of the second Chechnya war [Архівовано 31 січня 2013 у Wayback Machine.]